# Hannu Kähönen
Hannu Olavi Kähönen, född 18 november 1948 i Karislojo, är en finländsk industridesigner.
Kähönen studerade grafisk design och industridesign vid Konstindustriella högskolan och utexaminerades 1975. Han har gjort industridesign för bl.a. Helsingfors stads trafikverk, statens järnvägar, mobiltelefoner för Benefon (1993–1994), AVA-lås och nycklar för Abloy, sportredskap för Exel Oy, Ahlström Automation, spisar för Tulikivi m.fl. Han var 1974–1980 designer vid Ergonomiadesign Oy och är sedan 1981 verksam vid Creadesign Oy (vd).
Kähönen har medverkat i flera designutställningar, bl.a. de inhemska Suomi muotoilee (7 gånger) och världsutställningen i Sevilla 1992. Han har sedan 1975 undervisat vid Konstindustriella högskolan. År 1992 utsågs han till Årets industridesigner.
Kähönen är sedan 2006 konstnärsprofessor. Han tilldelades Pro Finlandia-medaljen 2001 och Kaj Franck-priset 2009.